# Derogenes
Derogenes (лат.) — род паразитических плоских червей трематод из семейства Derogenidae. Паразитирует на рыбах. Известно около 30 видов.

## Распространение
Встречается во всех океанах. Derogenes известен в основном из Средиземного моря, Атлантики, Тихого океана, а также из Индийского океана (D. hyderabadensis и D. indicus), Арктики (D. abba) и Антарктики (D. johnstoni).

## Описание
Длина 1—5 мм. Тело веретнообразное, овальное или округлое в разрезе. Кутикула гладкая. Паразитирует на морских рыбах, как правило в желудках, иногда в начальном отделе кишечника, желчном пузыре или жабрах.

## Классификация
Известно около 30 видов. Род был впервые выделен в 1900 году немецким паразитологом Max Lühe (Max Friedrich Ludwig Lühe; 1870—1916). Представителей рода делят по размеру яиц (у кого они известны) на две группы: с мелкими яйцами <40 мкм (D. adriaticus, D. capricorniensis, D. indicus, D. epinepheli, D. macrouri, D. nototheniae, D. pearsoni, D. pharyngicola) и крупными яйцами >40 мкм (D. abba, D. affine, D. bohaiensis, D. chelidonichthydis, D. crassus, D. fuhrmanni, D. gadi, D. johnstoni, D. latus, D. infirmus, D. macrostoma, D. magnus, D. minoi, D. minor, D. ruber, D. robustus, D. parvus, D. varicus).
- Derogenes abba Bouguerche, Huston, Karlsbakk, Ahmed et Holovachov, 2024
- Derogenes adriaticus Nikolaeva, 1966[10]
- Derogenes affinis (Rudolphi, 1819) Lühe, 1901
- Derogenes bohaiensis Qiu & Liang in Shen & Qiu, 1995[11]
- Derogenes bonnieri (Monticelli, 1893)
- Derogenes capricorniensis Bray, 1989
- Derogenes chelidonichthydis Shen, 1989
- Derogenes crassus Manter, 1934
- Derogenes epinepheli Wang, 1982
- Derogenes fuhrmanni Mola, 1912
- Derogenes gadi Shen, 1990
- Derogenes hyderabadensis Jaiswal, 1967
- Derogenes indicus (Singh, 1979)
- Derogenes infirmus (Linton, 1940) Yamaguti, 1971
- Derogenes johnstoni Prudhoe & Bray, 1973
- Derogenes lacustris Tsuchida, Flores, Viozzi, Rauque & Urabe, 2021[12]
- Derogenes latus Janiszewska, 1953
- Derogenes macrostoma Yamaguti, 1938
- Derogenes macrouri Szuks, 1981
- Derogenes magnus Wang, 1991
- Derogenes minoi Shen, 1990
- Derogenes minor Looss, 1901
- Derogenes nototheniae Manter, 1954
- Derogenes parvus Szidat, 1950
- Derogenes pearsoni Bray, Cribb & Barker, 1993[13]
- Derogenes pharyngicola Bray, Cribb & Barker, 1993
- Derogenes robustus Brinkmann, 1967
- Derogenes ruber Lühe, 1900
- Derogenes varicus (Müller, 1784) Looss, 1901